# Katrina van Grouw

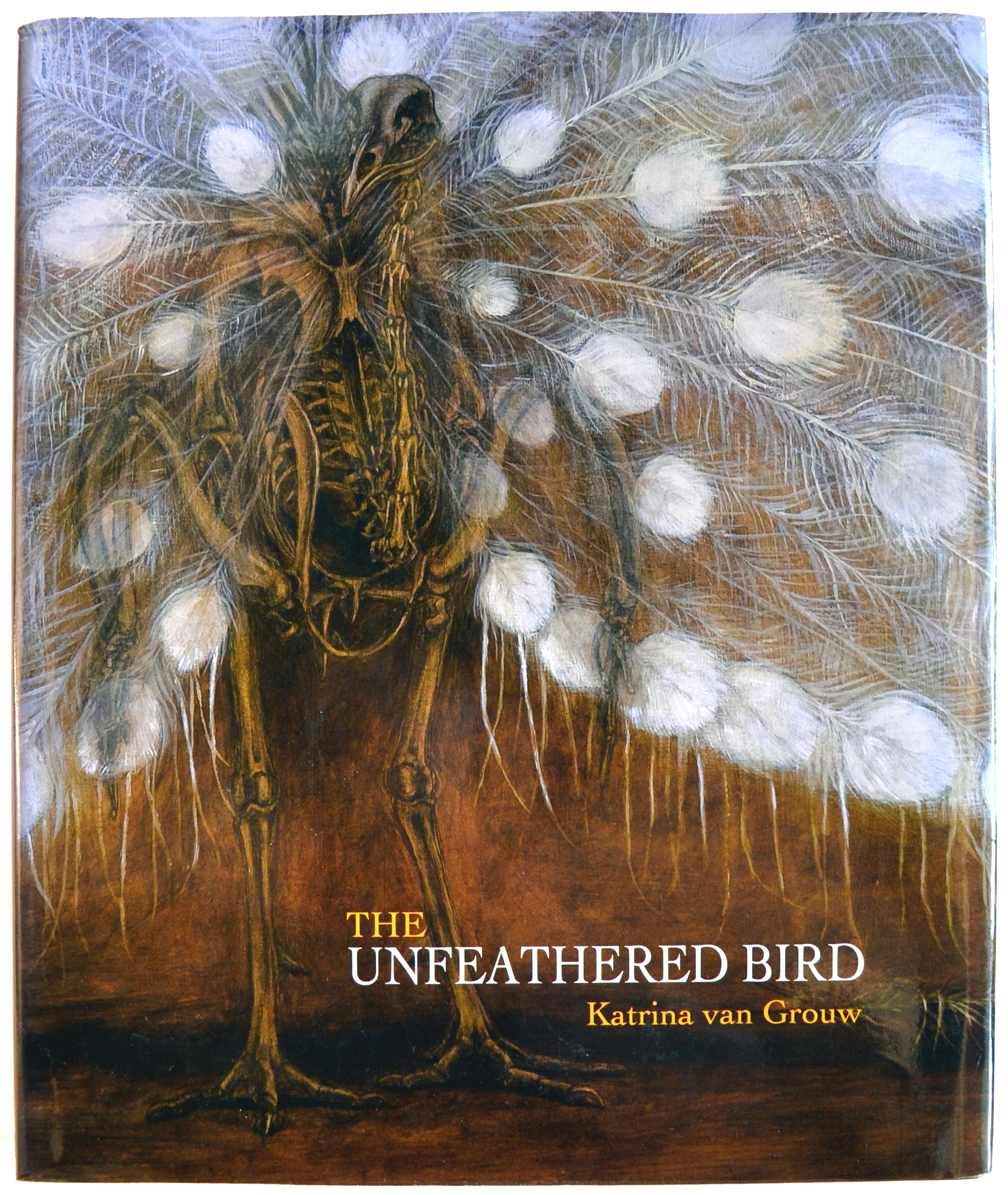
Capa do livro The Unfeathered Bird, de Katrina van Grouw

Katrina van Grouw (Pontypool, 1965) é uma autora científica, ilustradora e artista plástica britânica, mais conhecida por seus livros ilustrados de ciências naturais The Unfeathered Bird e Unnatural Selection publicados pela Princeton University Press. Ela é formada em Belas Artes e Ilustração de História Natural. Van Grouw é uma ornitóloga autodidata com interesse em anatomia comparada, evolução e história das ciências naturais.

## Início da vida e educação
Katrina van Grouw nasceu em Pontypool, Gales do Sul, em 1965, foi adotada e criada como Katrina Cook em Aylesbury, Buckinghamshire. (Ela ficou conhecida pelo seu nome atual após seu casamento com Hein van Grouw, em 2009.) Van Grouw afirma que sua prodigiosa habilidade para o desenho levou à estagnação artística durante sua educação escolar, o que comprometeu suas realizações acadêmicas.
Ela obteve um bacharelado em Belas Artes, com especialização em gravura, pela Universidade de Plymouth (na época Exeter College of Art and Design) em 1990, e um mestrado em Ilustração de História Natural pelo Royal College of Art em 1992 com uma tese de pesquisa sobre anatomia de aves.

## Belas artes
Em 1993, van Grouw mudou-se para uma casa de campo na zona rural de Devon e começou sua carreira como artista plástica autônoma, especializando-se em pontas-secas em grande escala — uma forma de gravura em talhe-doce — de temas de história natural. Ela também deu aulas de educação para adultos em ponta-seca e deu palestras sobre gravura e ilustração para alunos de graduação na Universidade de Plymouth, Chelsea College of Art and Design e Falmouth College of Art and Design. Ela foi membro eleito da Society of Wildlife Artists, realizou inúmeras exposições abertas e individuais e ganhou vários prêmios, incluindo o Birdwatch Artist of the Year Award em 1997 (seção em preto e branco) e 1998 (vencedor geral), o Wildlife Art Gallery Award em 1993 e 1996 e o PJC Drawing Award em 2014. A partir de 1996, seu assunto e meio preferido mudaram para grandes desenhos em grafite de formações geológicas.
As belas-artes foram deixadas de lado durante o esforço final para escrever e ilustrar The Unfeathered Bird e, após sua conclusão, van Grouw descobriu que produzir livros ilustrados agora "preenchia todas as caixas criativas e intelectuais".

## História da ilustração da história natural

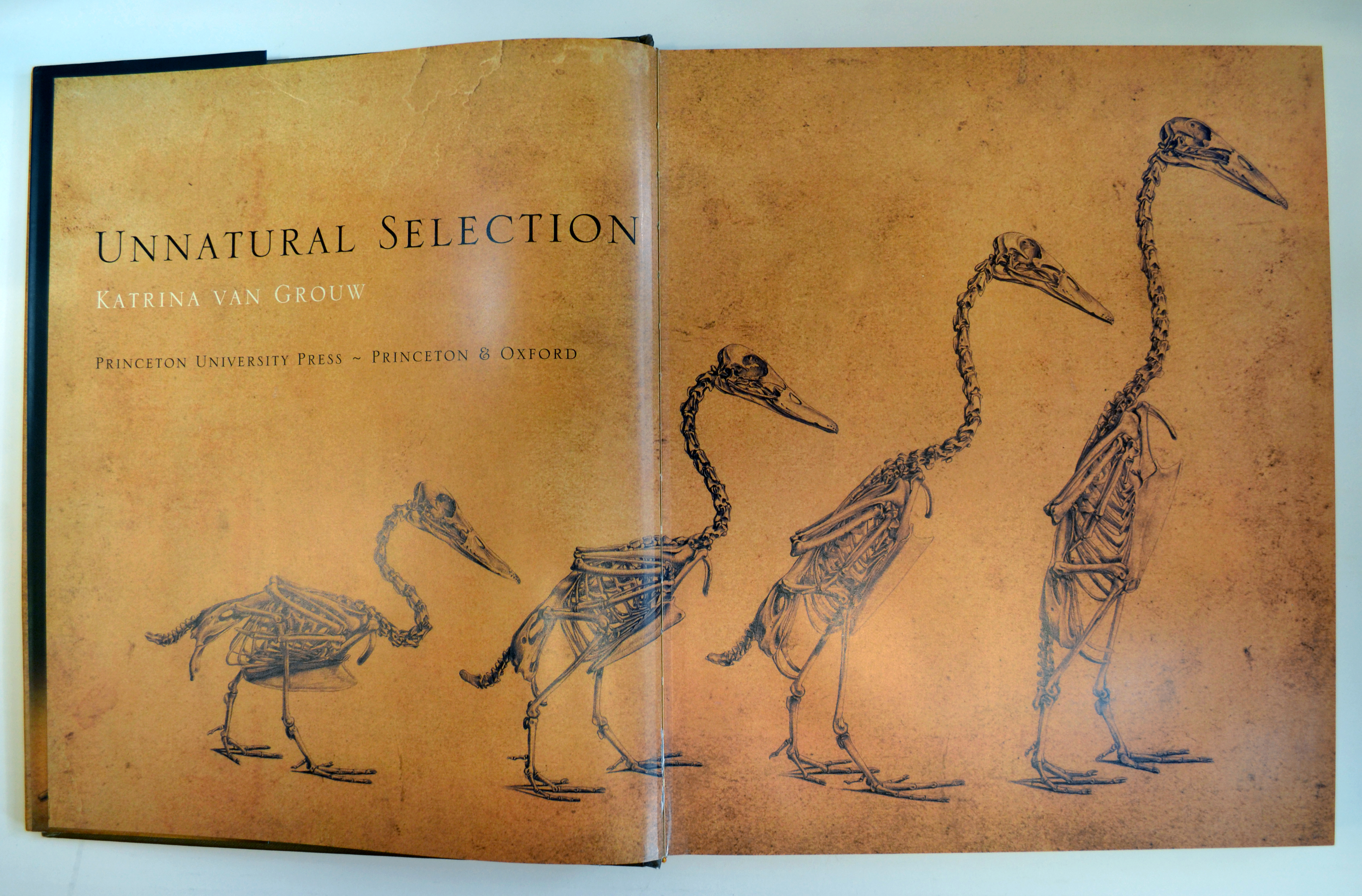
A página de título de Seleção Não Natural, de Katrina van Grouw. A imagem, que mostra as mudanças progressivas na postura para criar o pato-corredor indiano a partir de seu ancestral selvagem, é chamada de "A Ascensão do Pato-real"

Durante sua educação, Katrina van Grouw desenvolveu um interesse especializado em publicações históricas ilustradas de história natural e nas técnicas de impressão usadas para criá-las. The Birds of America, de John James Audubon, Temple of Flora, de Robert John Thornton, The Anatomy of the Horse, de George Stubbs, e a impressão do Florilegium, de Banks, pela Alecto Historical Editions na década de 1980 foram particularmente influentes.
Van Grouw continuou a escrever, consultar, dar palestras e demonstrações, e transmissões de mídia nacional sobre arte histórica de história natural. Os projetos incluíram a seleção de imagens e a escrita de texto para o livro virtual Turning the Pages da British Library de The Birds of America de Audubon; aparecendo no Episódio 1 do programa de TV da BBC The Secret of Drawing em 2005 apresentado por Andrew Graham Dixon (novamente falando sobre The Birds of America) ; e demonstrando a impressão em talhe-doce em um curta-metragem sobre Sydney Parkinson, o artista na viagem HMS Endeavour de James Cook, para o Museu Britânico de História Natural. Ela foi consultora autônoma para a edição de 2011 do Museu de História Natural de The Birds of America e verificadora de fatos para Birds: The Art of Ornithology (e Great Birds of Britain and Europe ), de Jonathan Elphick. Van Grouw realiza regularmente identificações de pássaros retratados em pinturas históricas indianas e islâmicas para Simon Ray e outras casas de leilões de Londres, e escreve textos de acompanhamento para seus catálogos de vendas. Ela deu palestras frequentes sobre técnicas de impressão e sua história em publicações de história natural nas bibliotecas do Museu de História Natural, incluindo a Biblioteca Rothschild em Tring e a Sala de Livros Raros no NHM South Kensington, Londres.
Em 2007, van Grouw foi contratado pela Quercus para escrever Birds uma história ilustrada de pássaros na arte, optando por se concentrar nas biografias dos artistas e nas histórias que cercam a criação e publicação de suas obras. Ela também obteve as imagens e elaborou os projetos preliminares para o livro.

## O pássaro sem penas
The Unfeathered Bird foi publicado em 2013 - vinte e cinco anos após sua concepção. Originalmente concebido como um recurso de anatomia para artistas, van Grouw estava determinada a que fosse acessível a um amplo público com interesses interdisciplinares, e passou anos procurando uma editora adequada que permitisse que sua visão se tornasse realidade.

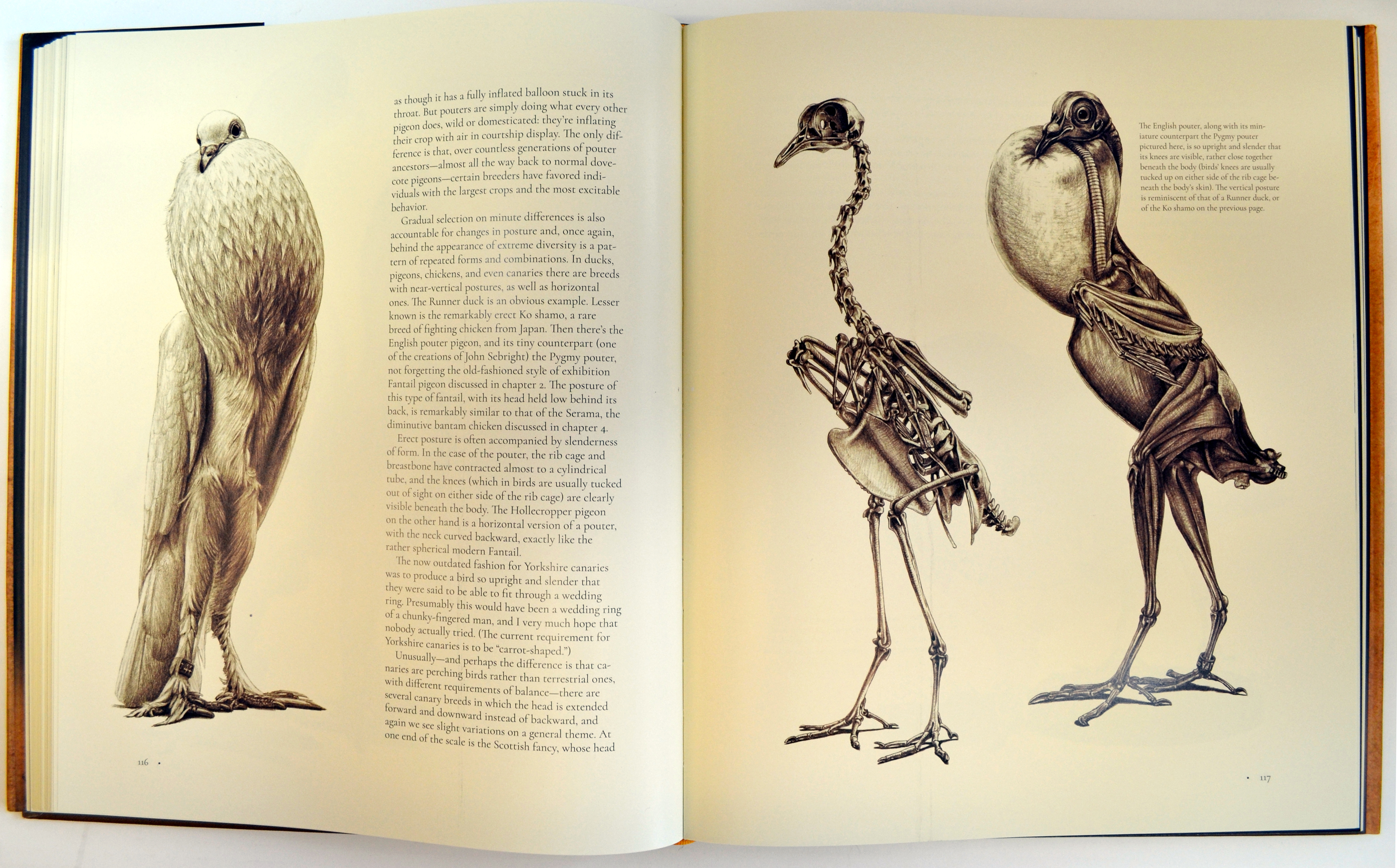
Uma página dupla de Unnatural Selection mostrando um pombo domesticado com o papo inflado em sua postura de cortejo. De acordo com a palestra pública autobiográfica do autor, "A Very Fine Swan Indeed: Art, Science and 'The Unfeathered Bird'", o desenho da musculatura foi obtido inserindo um preservativo na garganta do pombo morto e soprando nele!

De acordo com o relato autobiográfico da autora, dado em sua palestra pública, A Very Fine Swan Indeed: Art, Science, and 'The Unfeathered Bird', seu relacionamento bem-sucedido com aPrinceton University Press começou em 2010 com um encontro casual com o editor executivo da editora, Robert Kirk, em um pub durante a Feira Britânica de Observação de Aves.
Uma característica notável do livro é que ele mostra esqueletos em posturas animadas, como se estivessem vivos e envolvidos em atividades naturais. A maioria das ilustrações foi tirada de esqueletos que foram limpos e montados pelo marido em casa, deixando Katrina van Grouw livre para se concentrar nas ilustrações e no texto. Nos agradecimentos do livro, o autor afirma: "nenhum pássaro foi ferido durante a produção deste livro", antes de fornecer uma lista exaustiva de pessoas que doaram espécimes mortos por causas naturais e de coleções de museus utilizadas.
The Unfeathered Bird foi recebido com aclamação da crítica mundial, tanto pelas comunidades artísticas quanto científicas.
É dedicado "A Amy", que foi o nome dado ao esqueleto de pato-real que van Grouw limpou e montou em 1987 e que deu origem à ideia inicial de The Unfeathered Bird, levando um crítico a descrevê-lo como "sem dúvida o melhor livro de todos os tempos inspirado em um pato morto".
Uma segunda edição bastante expandida de The Unfeathered Bird está atualmente em produção.

## Seleção não natural
A publicação de Seleção Não Natural em 2018 foi programada para comemorar o 150º aniversário da Variação de Animais e Plantas sob Domesticação, de Charles Darwin. Nos agradecimentos do livro, a autora afirma que ele foi produzido para agradecer ao seu marido, Hein van Grouw, "um nerd de animais domesticados", por sua ajuda na preparação dos esqueletos para The Unfeathered Bird, combinando seu conhecimento de reprodução seletiva com seu próprio interesse em biologia evolutiva. A dedicatória no livro diz: "Ao marido, naturalmente" e Hein van Grouw é mencionado ao longo do livro simplesmente como "marido".
Foi publicado pela Princeton University Press, mais uma vez, e o tamanho e o formato são consistentes com The Unfeathered Bird . Além das mais de 80 mil palavras de texto, o livro contém 425 ilustrações do autor, que também foi responsável pelo design e layout de todo o livro. Levou seis anos para ser produzido.